# 中勢
中勢（ちゅうせい）とは、令制国の伊勢国の中部にあたる地域の名称で、現在の三重県を5つに区分した「北勢」「中勢」「南勢（伊勢志摩）」「伊賀」「東紀州」のひとつ。人口は約52万人。

## 県民センター
県民センターの管轄地域とその地域の推計人口は以下の通り。
- 津県民センターの管轄：津市（津・久居生活創造圏）。人口266,218人、面積711.18km²、人口密度374人/km²。（2025年2月1日、推計人口）
- 松阪県民センターの管轄：松阪市および多気郡。人口195,849人、面積1,130.56km²、人口密度173人/km²。（2025年2月1日、推計人口）
  - 松阪県民センターの管轄1市3町に度会郡大紀町を加えると「松阪・紀勢生活創造圏」（人口202,688人、面積1,363.88km²、人口密度149人/km²。（2025年2月1日、推計人口））となる。

## 生活創造圏
県下では、9つの生活創造圏が県庁により設定されている。
- 生活創造圏の地図
- 生活創造圏ビジョン

中勢の範囲は、以下の2つの生活創造圏に相当する。推計人口も付記。
- 津・久居生活創造圏：津市
- 松阪・紀勢生活創造圏：松阪市、多気郡（多気町、明和町、大台町）、度会郡大紀町

## 都市圏
都市雇用圏（10% 通勤圏）の変遷
- 10% 通勤圏に入っていない自治体は各統計年の欄で灰色かつ「-」で示す。

| 自治体 ('80) | 1980年                 | 1990年                 | 1995年                 | 2000年                 | 2005年               | 2010年               | 自治体 （現在） |
| ------------ | ---------------------- | ---------------------- | ---------------------- | ---------------------- | -------------------- | -------------------- | --------------- |
| 美杉村       | -                      | -                      | -                      | -                      | -                    | 津 都市圏 51万2296人 | 津市            |
| 津市         | 津 都市圏 28万0045人   | 津 都市圏 29万9039人   | 津 都市圏 30万6704人   | 津 都市圏 30万8375人   | 津 都市圏            | 津 都市圏 51万2296人 | 津市            |
| 久居市       | 津 都市圏 28万0045人   | 津 都市圏 29万9039人   | 津 都市圏 30万6704人   | 津 都市圏 30万8375人   | 津 都市圏            | 津 都市圏 51万2296人 | 津市            |
| 河芸町       | 津 都市圏 28万0045人   | 津 都市圏 29万9039人   | 津 都市圏 30万6704人   | 津 都市圏 30万8375人   | 四日市 都市圏        | 津 都市圏 51万2296人 | 津市            |
| 芸濃町       | 津 都市圏 28万0045人   | 津 都市圏 29万9039人   | 津 都市圏 30万6704人   | 津 都市圏 30万8375人   | 津 都市圏 48万2661人 | 津 都市圏 51万2296人 | 津市            |
| 美里村       | 津 都市圏 28万0045人   | 津 都市圏 29万9039人   | 津 都市圏 30万6704人   | 津 都市圏 30万8375人   | 津 都市圏 48万2661人 | 津 都市圏 51万2296人 | 津市            |
| 安濃町       | 津 都市圏 28万0045人   | 津 都市圏 29万9039人   | 津 都市圏 30万6704人   | 津 都市圏 30万8375人   | 津 都市圏 48万2661人 | 津 都市圏 51万2296人 | 津市            |
| 香良洲町     | 津 都市圏 28万0045人   | 津 都市圏 29万9039人   | 津 都市圏 30万6704人   | 津 都市圏 30万8375人   | 津 都市圏 48万2661人 | 津 都市圏 51万2296人 | 津市            |
| 一志町       | 津 都市圏 28万0045人   | 津 都市圏 29万9039人   | 津 都市圏 30万6704人   | 津 都市圏 30万8375人   | 津 都市圏 48万2661人 | 津 都市圏 51万2296人 | 津市            |
| 白山町       | 津 都市圏 28万0045人   | 津 都市圏 29万9039人   | 津 都市圏 30万6704人   | 津 都市圏 30万8375人   | 津 都市圏 48万2661人 | 津 都市圏 51万2296人 | 津市            |
| 嬉野町       | 津 都市圏 28万0045人   | 津 都市圏 29万9039人   | 津 都市圏 30万6704人   | 津 都市圏 30万8375人   | 津 都市圏 48万2661人 | 津 都市圏 51万2296人 | 松阪市          |
| 三雲村       | 津 都市圏 28万0045人   | 津 都市圏 29万9039人   | 津 都市圏 30万6704人   | 津 都市圏 30万8375人   | 津 都市圏 48万2661人 | 津 都市圏 51万2296人 | 松阪市          |
| 飯高町       | -                      | -                      | -                      | 松阪 都市圏 19万0542人 | 津 都市圏 48万2661人 | 津 都市圏 51万2296人 | 松阪市          |
| 松阪市       | 松阪 都市圏 15万6295人 | 松阪 都市圏 18万0737人 | 松阪 都市圏 17万9564人 | 松阪 都市圏 19万0542人 | 津 都市圏 48万2661人 | 津 都市圏 51万2296人 | 松阪市          |
| 飯南町       | 松阪 都市圏 15万6295人 | 松阪 都市圏 18万0737人 | 松阪 都市圏 17万9564人 | 松阪 都市圏 19万0542人 | 津 都市圏 48万2661人 | 津 都市圏 51万2296人 | 松阪市          |
| 多気町       | 松阪 都市圏 15万6295人 | 松阪 都市圏 18万0737人 | 松阪 都市圏 17万9564人 | 松阪 都市圏 19万0542人 | 津 都市圏 48万2661人 | 津 都市圏 51万2296人 | 多気町          |
| 勢和村       | 松阪 都市圏 15万6295人 | 松阪 都市圏 18万0737人 | 松阪 都市圏 17万9564人 | 松阪 都市圏 19万0542人 | 津 都市圏 48万2661人 | 津 都市圏 51万2296人 | 多気町          |
| 明和町       | 松阪 都市圏 15万6295人 | 松阪 都市圏 18万0737人 | 松阪 都市圏 17万9564人 | 松阪 都市圏 19万0542人 | 津 都市圏 48万2661人 | 津 都市圏 51万2296人 | 明和町          |
| 大台町       | -                      | 松阪 都市圏 18万0737人 | 松阪 都市圏 17万9564人 | 松阪 都市圏 19万0542人 | 津 都市圏 48万2661人 | 津 都市圏 51万2296人 | 大台町          |
| 宮川村       | -                      | 松阪 都市圏 18万0737人 | -                      | 松阪 都市圏 19万0542人 | 津 都市圏 48万2661人 | 津 都市圏 51万2296人 | 大台町          |
| 大宮町       | -                      | 松阪 都市圏 18万0737人 | 松阪 都市圏            | 松阪 都市圏 19万0542人 | -                    | 津 都市圏 51万2296人 | 大紀町          |
| 紀勢町       | -                      | -                      | -                      | -                      | -                    | 津 都市圏 51万2296人 | 大紀町          |
| 大内山村     | -                      | -                      | -                      | -                      | -                    | 津 都市圏 51万2296人 | 大紀町          |

- 1986年4月1日：三雲村が町制施行して三雲町となった。
- 2005年1月1日：（旧）松阪市、一志郡嬉野町・三雲町、飯南郡飯南町・飯高町が新設合併して（新）松阪市となった。
- 2006年1月1日：（旧）津市、久居市、安芸郡安濃町・河芸町・芸濃町・美里村、一志郡香良洲町・一志町・白山町・美杉村が新設合併して（新）津市となった。
- 2006年1月1日：（旧）多気町と勢和村が合併して（新）多気町となった。
- 2006年1月10日：（旧）大台町と宮川村が合併して（新）大台町となった。
- 2005年2月14日：度会郡大宮町・紀勢町・大内山村が合併して大紀町となった。

## 医療圏
三重県には二次医療圏として4つの医療圏があり（北勢、中勢伊賀、南勢志摩、東紀州）、中勢には伊賀と合わせて中勢伊賀医療圏が設けられており、中勢伊賀医療圏の構想区域には津、伊賀がある。